# Pigs (Three Different Ones)
„Pigs (Three Different Ones)“ je skladba skupiny Pink Floyd, která vyšla na albu Animals v roce 1977. Ve třech částech, které album má („Dogs“, „Pigs“ a „Sheep“) pigs (tedy prasata) reprezentují lidi, které Roger Waters považuje za vrchol společnosti, tedy bohaté a mocné jedince, kteří také manipulují s ostatními.
V prvním verši se o nikom konkrétním nezpívá, ale o businessmenech jako takových. V druhém verši se zpívá o Margaret Thatcherové, toho času vůdcem opozice, i když její jméno není v textu zmíněno.
Třetí verš zmiňuje konkrétně Mary Whitehouse – prudérní, sexuálně potlačovanou „house-proud town mouse“ (odkaz na Ezopovu bajku), která se album pokusila cenzurovat.

## Obsazení
- David Gilmour – kytara, baskytara, talk box
- Roger Waters – zpěv, efekty
- Richard Wright – Hammondovy varhany, ARP String Synthesizer, piano (glissando)
- Nick Mason – bicí, perkuse (cowbell)